# Thesh
Thesh, Tjesh o Tesh (fl. XXVI secolo a.C.), è stato un sovrano egizio della cosiddetta dinastia 0.
Thesh regnò sul delta del Nilo e gli succedette Hsekiu. È menzionato nella Pietra di Palermo insieme ad altri re del Basso Egitto.